# Graziella Romeo
Graziella Romeo (Firenze, 1949) è un'annunciatrice televisiva e conduttrice televisiva italiana.

## Biografia
È stata per poco tempo, dalla fine degli anni sessanta, annunciatrice televisiva della Rai, presso gli studi di Roma. 
Fu scelta, assieme a Rosanna Vaudetti e Gertrud Mair, per inaugurare la televisione a colori in Italia, realizzando alcuni annunci sperimentali a colori quando la Rai non aveva ancora avviato ufficialmente tali trasmissioni, ad esempio durante i Giochi olimpici di Monaco del 1972.
Verso la metà degli anni settanta cessò l'attività di signorina buonasera per diventare annunciatrice e lettrice radiofonica prima al Giornale Radio Rai in via del Babuino a Roma, successivamente, scambiandosi di ruolo con Giancarla Cavalletti, presso la sede Rai di Firenze. Nel 1981 condusse la rubrica televisiva di Rai 2 (allora chiamata Rete 2) Il pomeriggio accanto al giornalista Carlo Bonetti e nel 1983 presentò dagli studi di Firenze, in duplex con Roma, il gioco Paroliamo inserito nel programma per i ragazzi Tandem, in onda anch'esso nella fascia pomeridiana di Rai 2. 